# Proales parasita
Proales parasita ist eine Art der Gattung Proales aus dem Stamm der Rädertiere.

## Merkmale
Die Art wird 140–160 µm lang, der Körper ist sackförmig und hinten abgerundet. Die Zehen sind sehr klein und meist eingezogen. Der Kopf ist durch eine schmale Einschnürung vom Körper abgegrenzt. Der Mageninhalt erscheint grün. Auf dem Gehirn sitzt ein rotes Bläschen unbekannter Funktion.

## Lebensweise
Das Tier hat wie sein Verwandter Proales werneckii auch eine parasitische Lebensweise. Die Tiere dringen in die Kolonien der Alge Volvox ein und fressen die Zellen auf.